# 荒川強啓のらくらくTOKIO
『荒川強啓のらくらくTOKIO』（あらかわきょうけいのらくらくとうきょう）は、1985年4月1日から1986年3月28日までフジテレビで平日昼前に放送されていたワイドショー・情報番組。荒川強啓の冠番組の1つである。

## 番組概要
1982年春スタートの『ワイドワイドフジ』（陣内誠司会）に続く、平日10時 - 11時台のローカル セールス枠ワイドショーの第2弾。『おはよう!ナイスデイ』初代キャスターの1人だった荒川強啓を起用したが、わずか1年で終了した。フリーになって間もない頃からフジテレビで活躍してきた荒川だったが、終了にあたって同局との関係に亀裂が入り、その後はTBSに活躍の場を移した。
当初は同じフジサンケイグループの文化放送から、フリーに転身する吉田照美が司会の『吉田照美のてるてるTOKYO』として企画され、一度は鹿内春雄会長からのゴーサインも出たが文化放送の反対にあい、『ナイスデイ』からのコンバートという形で荒川が起用された。テーマ曲は『Soda Fountain Shuffle』（Earl Klugh）。

## 放送時間
- 1985年4月1日 - 1986年3月28日 月曜 - 金曜 10:00 - 11:25 (JST)

## ネット局
- 10:00 - 11:25
フジテレビ（関東ローカル）
- 11:00 - 11:25
テレビ静岡ほか数局
基本的に11時台のみのネット局は『奥さまリビング』などのタイトルに改題した上で、『夕食ばんざい』、『商品情報』を放送。
番組自体のエンディングにおいては、スタッフロールを関東ローカルのみに送出し、フジテレビ以外のネット局向けには「制作協力・制作著作」のみを送出していた。

## 出演者

### 総合司会
- 荒川強啓（元山形放送アナウンサー）
- 中村奈緒美（当時フジテレビアナウンサー、現・牛尾）

### ニュースコーナー（報道センター）
- 露木茂（当時フジテレビアナウンサー）[1] - 『FNNニュースレポート11:30』を兼務。

### 夕食ばんざい
- 大山のぶ代

### いいものセレクション
- 中野安子

## スタッフ
- ディレクター：松尾利彦
- プロデューサー：古賀憲一
- 制作協力：日本テレワーク
- 制作著作：フジテレビ

## 番組の変更
- 1985年8月13日 - 前日の8月12日夕方に日航ジャンボ機墜落事故が発生したため、番組内容を大幅に変更して報道センターからの放送を行った。
- 1985年11月29日 - 同日未明に国電同時多発ゲリラ事件が発生したため、番組内容を大幅に変更して報道センターからの放送を行った。